# Yorkshire pudding

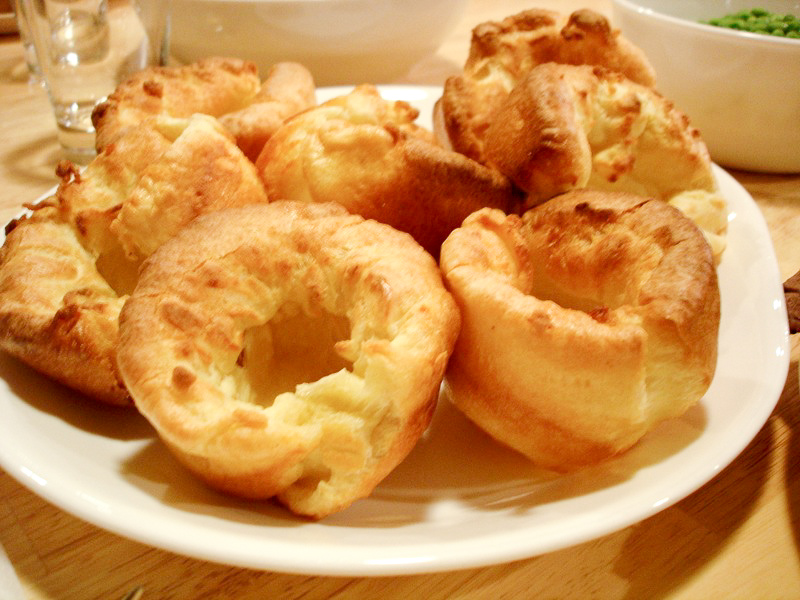
Yorkshire pudding

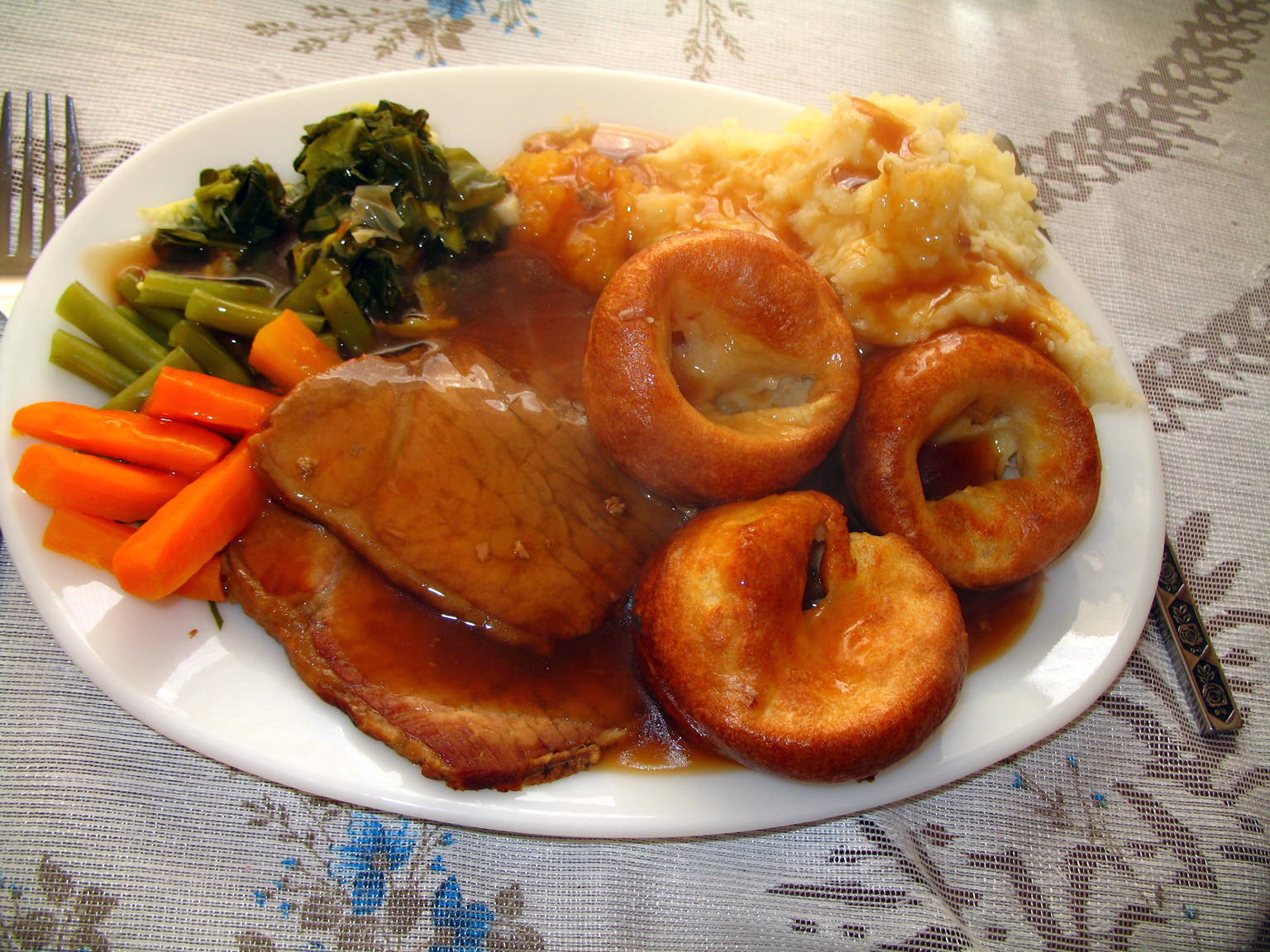
Sunday roast – tradycyjna pieczeń spożywana w niedziele wraz z Yorkshire puddingiem

Yorkshire pudding – potrawa kuchni angielskiej, o nieznanym pochodzeniu, tradycyjnie przypisywana hrabstwu Yorkshire, znana i spożywana na terenie całej Wielkiej Brytanii. 

## Skład i przygotowanie
Yorkshire pudding przygotowuje się z ciasta zbliżonego do ciasta naleśnikowego, składającego się z wody, mleka, mąki i jajek. Jako tłuszczu używa się oleju roślinnego. Następnie piecze w blaszanej formie. Upieczone puddingi mają kształt czarek lub kubków o wysokości około 10 cm. Podaje się na gorąco, do pieczeni lub mięs w sosie. Jest jedną z potraw tradycyjnego obiadu świątecznego, zwłaszcza w Boże Narodzenie.

## Historia
Choć potrawę łączy się tradycyjnie z hrabstwem Yorkshire, jej pochodzenie nie jest znane. Nazwa jest znana co najmniej od roku 1747, kiedy opublikowano przepis w książce kucharskiej Hannah Glase The Art of Cookery Made Plain and Simple, jej też przypisuje się tę nazwę. W porównaniu z obecną formą tej potrawy, w XVIII i XIX w. pieczono ją w prostokątnych blachach. W Wielkiej Brytanii "dzień yorkshire puddingu" obchodzony jest w pierwszą niedzielę lutego.